# Kereta Api Indonesia

Logo Kereta Api Indonesia

Kereta Api Indonesia – główny operator kolei publicznych w Indonezji. Funkcjonuje od 1945 roku.